# Cristo crucificado (San Sebastián de La Gomera)
El Cristo crucificado de San Sebastián de La Gomera, o Cristo crucificado de la Iglesia matriz de la Asunción, es una escultura que representa a Jesús en la cruz realizada por el escultor canario José Luján Pérez. Se encuentra sobre el tabernáculo del altar mayor de la Parroquia matriz de Nuestra Señora de la Asunción de la localidad de San Sebastián de La Gomera, España.
Se trata de una imagen que guarda cierta semejanza con el crucificado de la Sala Capitular de Las Palmas, obra del mismo autor. El de San Sebastián de La Gomera, realizado en 1802, está considerado una de las mejores imágenes de arte sacro de la isla de La Gomera.
La talla fue realiza para sustituir al antiguo crucificado que presidía el altar mayor desde, al menos 1724, y que presentaba un deplorable estado de conservación. La talla lujanesca se encuentra en el tabernáculo, bajo un dosel de tela roja. A sus pies una representación de un pelícano da de comer a sus crías. Un símbolo del amor universal de Cristo por la humanidad.